# Chefinspekteur der Deutschen Volkspolizei
Der Chefinspekteur der Deutschen Volkspolizei war ein Dienstgrad, der dem Rang eines Generalmajors entsprach und bis 14. Juli 1957 und wieder seit 1. Mai 1990 verwendet wurde. Vom 16. Juli 1958 bis 30. April 1990 lautete dieser Dienstgrad Generalmajor.

## 1949–1957
Die Deutsche Verwaltung des Innern (DVdI) war im Juli 1946 auf Befehl der SMAD gebildet worden. Sie hatte die Aufgabe, die Polizeiorganisation in der SBZ zu koordinieren und zu zentralisieren. Die Hauptabteilung Grenzpolizei / Bereitschaften (HA GP/B) entstand am 13. Juli 1948; ihr war ab November 1948 die KVP und die Grenzpolizei unterstellt. Der Leiter der Hauptabteilung war in der Regel ein Chefinspekteur. Nach Gründung der DDR wurden die Dienstgrade neu eingestuft und so wurde aus dem ehemaligen Leiter der HA GP/B, Chefinspekteur Hermann Rentzsch im November 1950 ein VP-Inspekteur (vergleichbar mit dem Dienstgrad Oberst).
Am 1. Januar 1949 wurden für die Polizei hinsichtlich der geplanten Zentralisierung der Polizei in der SBZ einheitliche Dienstgrade und -abzeichen eingeführt, die zuerst für die Hauptverwaltung für Ausbildung (HVA) und die Grenzpolizei galten und ab 1. Juni 1949 bis 1957 identisch mit denen der Deutschen Volkspolizei waren. Die Dienstgrade der beiden höchsten Offiziersverwendungen im Generalsrang wurden mit Chefinspekteur bzw. Generalinspekteur benannt. Die kasernierten Einheiten der Volkspolizei (KVP) änderten bereits im Jahr 1952 diese Bezeichnungen ab. Am 27. August 1952 hatte Innenminister Willi Stoph den Befehl Nr. 9/1952 über die Einführung neuer Rangbezeichnungen und Rangabzeichen in der KVP (Land), der VP-See und der VP-Luft erlassen. Damit wurden ab 1. Oktober 1952 den Angehörigen der KVP militärische Dienstgrade verliehen. Die Volkspolizei folgte am 15. Juli 1957.

## Ab 1990
Mit Wirkung vom 1. Mai 1990 und basierend auf dem Gesetzblatt der Deutschen Demokratischen Republik vom 6. März 1990, wurden die Dienstgrade der Volkspolizei abgeschafft und durch Amtsbezeichnungen ersetzt, die sich an denen der „Gründerjahre der DDR“ orientierten. Diese Bezeichnungen blieben noch bis 1992 in einzelnen Bundesländern erhalten. Bis zum 3. Oktober 1990 wurden in der Regel die alten Schulterstücke weitergetragen. Die eigens für die Wendezeit produzierten Schulterstücke, die sich an denen der alten Bundesländern anlehnten, wurden nur in geringer Stückzahl ausgegeben. Der letzte Chef der Deutschen Volkspolizei, Dieter Winderlich, wurde zum 1. Mai 1990 vom Generalmajor zum Chefinspekteur umattestiert.

## Schulterstücke 1949–1990
Die Schulterstücke bestanden von 1949 bis 1980 aus zwei vierbogig-geflochtenen goldfarbenen Rundschnüren mit dazwischenliegender Silberplattschnur auf dunkelgrüner Tuchunterlage. Als Gradstern befand sich ab 1954 ein vierzackiger, versilberter Metallstern mit einer Seitenlänge von ca. 15 mm mittig auf dem Schulterstück. Diese Art von Gradsternen blieben bis 1960 gültig, danach wurden fünfzackige, versilberte Gradsterne mit einer Seitenlänge von 20 mm verwendet. Ab 1980 wurden zudem fünfbogig-geflochtene Schulterstücke verwendet. Der Stoffuntergrund der Schulterklappen ab 1990 ist grün und zum Ende spitz zulaufend. Auf der Schulterklappe befinden sich zwei goldene, am Stiel gekreuzte Eichenblätter.

Schulterstücke im Generalsrang 1949 bis 1990
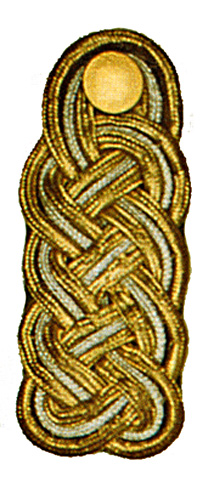
Chefinspekteur der DVP (1949–1954)
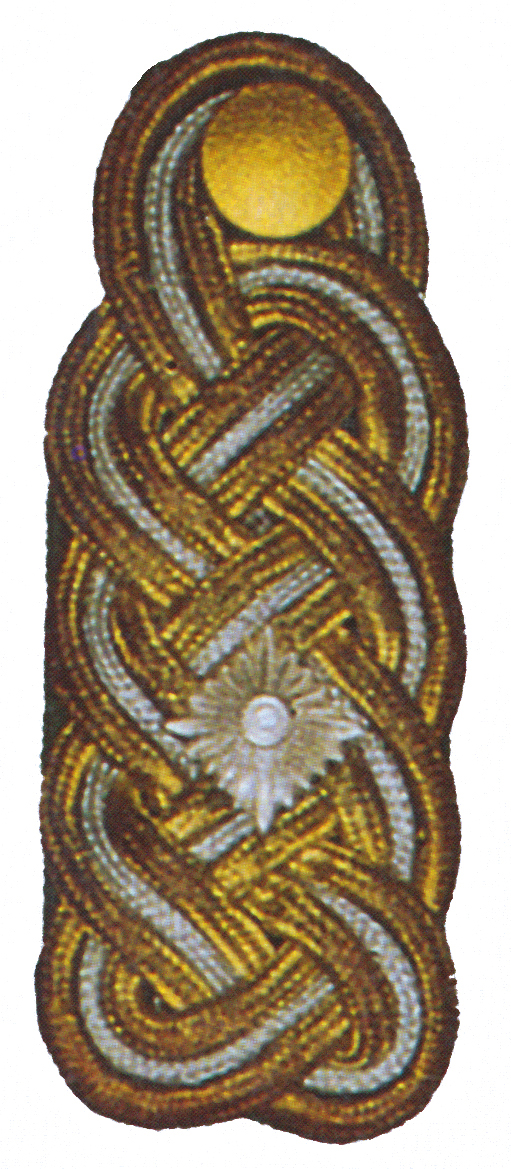
Chefinspekteur der DVP (1954–1960)
- Generalmajor der VP 
(1957–1990)[14]
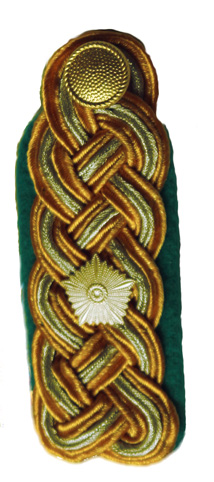
Chefinspekteur der DVP (ab 1. Mai 1990, alte Version)
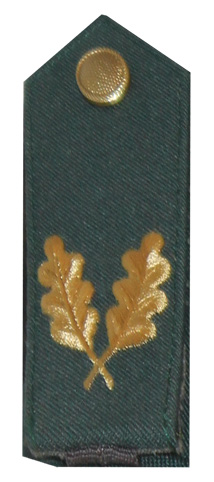
Chefinspekteurs der DVP (ab 1. Mai 1990, neue Version)